# Sarai (Russia)
Sarai (in russo Сараи?) è un insediamento di tipo urbano della Russia europea centrale, situato nell'oblast' di Rjazan'; è il centro amministrativo del distretto Saraevskij.
Si trova 182 km a sud-est di Rjazan'.